# Gigi Fernández
Gigi Fernández (San Juan, 22 de Fevereiro de 1965) é uma ex-tenista profissional nascida que defendeu Porto Rico e que defendeu também os Estados Unidos, conhecida por ser uma especialista em duplas.

## Grand Slam

### Duplas: 23 (17–6)
| Posição | Ano  | Campeonato              | Parceira            | Oponentes                                 | Placar              |
| ------- | ---- | ----------------------- | ------------------- | ----------------------------------------- | ------------------- |
| Campeã  | 1988 | US Open (1)             | Robin White         | Patty Fendick Jill Hetherington           | 6–4, 6–1            |
| Campeã  | 1990 | US Open (2)             | Martina Navratilova | Jana Novotná Helena Suková                | 6–2, 6–4            |
| Vice    | 1991 | Aberto da Austrália (1) | Jana Novotná        | Patty Fendick Mary Joe Fernández          | 7–6(7–4), 6–1       |
| Campeã  | 1991 | Roland Garros (1)       | Jana Novotná        | Larisa Savchenko Neiland Natasha Zvereva  | 6–4, 6–0            |
| Vice    | 1991 | Wimbledon (1)           | Jana Novotná        | Larisa Savchenko Neiland Natasha Zvereva  | 6–4, 3–6, 6–4       |
| Campeã  | 1992 | Roland Garros (2)       | Natasha Zvereva     | Conchita Martínez Arantxa Sánchez Vicario | 6–3, 6–2            |
| Campeã  | 1992 | Wimbledon (1)           | Natasha Zvereva     | Larisa Savchenko Neiland Jana Novotná     | 6–4, 6–1            |
| Campeã  | 1992 | US Open (3)             | Natasha Zvereva     | Larisa Savchenko Neiland Jana Novotná     | 7–6(7–4), 6–1       |
| Campeã  | 1993 | Aberto da Austrália (1) | Natasha Zvereva     | Pam Shriver Elizabeth Smylie              | 6–4, 6–3            |
| Campeã  | 1993 | French Open (3)         | Natasha Zvereva     | Jana Novotná Larisa Savchenko Neiland     | 6–3, 7–5            |
| Campeã  | 1993 | Wimbledon (2)           | Natasha Zvereva     | Larisa Savchenko Neiland Jana Novotná     | 6–4, 6–7(9–11), 6–4 |
| Campeã  | 1994 | Aberto da Austrália (2) | Natasha Zvereva     | Patty Fendick Meredith McGrath            | 6–3, 4–6, 6–4       |
| Campeã  | 1994 | Roland Garros (4)       | Natasha Zvereva     | Lindsay Davenport Lisa Raymond            | 6–2, 6–2            |
| Campeã  | 1994 | Wimbledon (3)           | Natasha Zvereva     | Jana Novotná Arantxa Sánchez Vicario      | 6–4, 6–1            |
| Vice    | 1995 | Aberto da Austrália (2) | Natasha Zvereva     | Jana Novotná Arantxa Sánchez Vicario      | 6–3, 6–7(3–7), 6–4  |
| Campeã  | 1995 | Roland Garros (5)       | Natasha Zvereva     | Jana Novotná Arantxa Sánchez Vicario      | 6–7(6–8), 6–4, 7–5  |
| Vice    | 1995 | Wimbledon (2)           | Natasha Zvereva     | Jana Novotná Arantxa Sánchez Vicario      | 5–7, 7–5, 6–4       |
| Campeã  | 1995 | US Open (4)             | Natasha Zvereva     | Brenda Schultz-McCarthy Rennae Stubbs     | 7–5, 6–3            |
| Vice    | 1996 | Roland Garros           | Natasha Zvereva     | Lindsay Davenport Mary Joe Fernández      | 6–2, 6–1            |
| Campeã  | 1996 | US Open (5)             | Natasha Zvereva     | Jana Novotná Arantxa Sánchez Vicario      | 1–6, 6–1, 6–4       |
| Campeã  | 1997 | Roland Garros (6)       | Natasha Zvereva     | Mary Joe Fernández Lisa Raymond           | 6–2, 6–3            |
| Campeã  | 1997 | Wimbledon (4)           | Natasha Zvereva     | Nicole Arendt Manon Bollegraf             | 7–6(7–4), 6–4       |
| Vice    | 1997 | US Open                 | Natasha Zvereva     | Lindsay Davenport Jana Novotná            | 6–3, 6–4            |

### Duplas Mistas: 3 (0–3)
| Posição | Ano  | Campeonato          | Parceiro  | Oponentes                          | Placar                  |
| ------- | ---- | ------------------- | --------- | ---------------------------------- | ----------------------- |
| Vice    | 1995 | Aberto da Austrália | Cyril Suk | Natasha Zvereva Rick Leach         | 7–6(7–4), 6–7(3–7), 6–4 |
| Vice    | 1995 | Wimbledon           | Cyril Suk | Martina Navratilova Jonathan Stark | 6–4, 6–4                |
| Vice    | 1995 | US Open             | Cyril Suk | Meredith McGrath Matt Lucena       | 6–4, 6–4                |

## Jogos Pan-Americanos

### Simples: 1 medalha (1 Prata)
| Posição | Ano  | Campeonato | Oponente      | Placar        |
| Prata   | 1983 | Caracas    | Gretchen Rush | 6–1, 3–6, 5–7 |

### Duplas: 2 medalhas (1 Prata e 1 Bronze)
| Posição | Ano  | Campeonato | Parceira          | Oponentes                  | Placar        |
| Bronze  | 1979 | San Juan   | Cristina González | Mary Bóveda Marlin Noriega | 6–0, 6–4      |
| Prata   | 1983 | Caracas    | Marilda Juliá     | Gretchen Rush Louise Allen | 6–1, 3–6, 5–7 |

## Jogos Olímpicos

### Duplas: 2 (2 Ouros)
| Posição | Ano  | Campeonato | Parceira           | Oponentes                         | Placar        |
| Ouro    | 1992 | Barcelona  | Mary Joe Fernández | Conchita Martínez Arantxa Sánchez | 7–5, 2–6, 6–2 |
| Ouro    | 1996 | Atlanta    | Mary Joe Fernández | Jana Novotná Helena Suková        | 7–6(8–6), 6–4 |